# Diego Calderón (Radsportler)
Diego Mauricio Calderón (* 1. Oktober 1983 in Santa Rosa de Cabal) ist ein ehemaliger kolumbianischer Straßenradrennfahrer.
2006 siegte Diego Calderón in der Vuelta a Cundinamarca. Er entschied 2007 die Gesamtwertung der Vuelta a Chiriquí für sich. Im Jahr darauf gewann er eine Etappe der Vuelta a Colombia. 2009 wurde Calderón bei der kolumbianischen Meisterschaft Dritter im Straßenrennen hinter Óscar Álvarez und Juan Pablo Wilches. In der Saison 2010 war er erneut bei einem Teilstück der Vuelta a Colombia erfolgreich. 2017 fuhr er sein letztes Rennen.

## Erfolge
2008
- eine Etappe Vuelta a Colombia

2010
- eine Etappe Vuelta a Colombia

## Teams
- 2012 Colombia-Comcel